# Adeste fideles
Adeste fideles, známá též jako Ó křesťané všichni, je mezinárodně známá vánoční koleda, která vznikla někdy v 17.–18. století. Jako její možní autoři se uvádějí John Francis Wade (1711–1786), John Reading (1645–1692) a Jan IV. Portugalský (1604–1656) – rozhodnout tento spor je těžké, protože tehdejší doba neznala dnešní pojetí autorských práv a autoři si díla jiných běžně přebírali a upravovali. I kdybychom Wadea považovali za definitivního autora písně (stejně tak o něm lze mluvit jen jako o autorovi jedné její verze), nepochybně mu za základ posloužila stejnojmenná skladba, kterou složil či zapsal portugalský král v roce 1640.

## Historie a vznik
Wade byl katolický laik, učitel hudby a latiny, který v roce 1745 uprchl po jakobitské vzpouře do Francie a vstoupil do katolického semináře univerzity v Douai, která byla po abdikaci krále Jakuba II. v roce 1688 útočištěm anglických katolíků. Tam byla jeho verze koledy také vydána a má se za to, že i kdyby nebyla jeho dílem, s určitostí vznikla v okruhu jakobitských katolických exulantů ve čtyřicátých letech osmnáctého století.

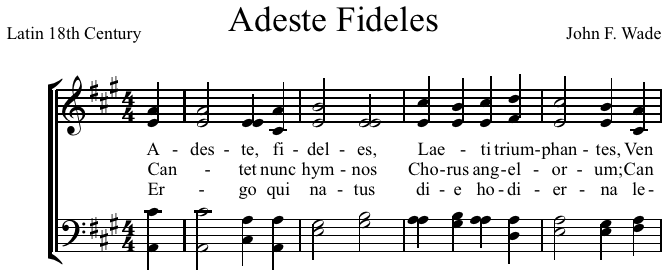
První takty koledy Adeste fideles

Nejstarší záznam koledy byl nalezen v pozůstalosti portugalského krále Jana IV. a je datován do roku 1640, proto je portugalský král – sám uznávaný hudební skladatel – jedním z nejčastěji uváděných autorů. Nejstarší existující rukopis Wadeovy verze, který byl zveřejněn ve Večerních kostelních obřadech z roku 1760, obsahuje melodii i text. John Francis Wade koledu vydal v roce 1751 ve své knize Cantus Diversi (různé zpěvy) a objevila se také v díle Samuela Webbela Esej o církevním chrámovém zpěvu z roku 1782.
Latinské verše 1, 2, 3 a 6 do angličtiny přeložil v roce 1841 Frederick Oakeley (1802–1880) a sloky 4 a 6 William Thomas Brooke. Tento překlad byl poprvé uveřejněn v roce 1852 v Murrayově hymnáři. Tato anglická verze je pod názvem O Come All Ye Faithful v anglicky mluvících zemích široce známá a často zpívaná.
Český text Ó křesťané všichni napsal Josef Šlechta (1882–1937) a poprvé vyšel v roce 1923 ve Zpěvníku Českobratrské církve evangelické. S drobnými úpravami pak vyšel i v Evangelickém zpěvníku (1979). Pod číslem 219 je zařazena v Jednotném kancionále, kde má jak českou, tak latinskou verzi.
Jiný český text, začínající slovy Dnes Jásejte věrní, pro Křesťanský kancionál Církve bratrské napsal Samuel Verner (1897–1976).
Další českou verzí, začínající Přistupte věřící, je překlad P. Vinc. Černocha uvedený v Malém koledníčku, který sestavil Ludevít R. Pazdírek (1850-1914). Jedná se o sbírku vánočních písní a koled, která byla poprvé vydána v roce 1879 a která pak vycházela v mnoha vydáních.
S původním latinským textem nazpíval skladbu v roce 1969 Karel Gott pro své historicky nejprodávanější album Vánoce ve zlaté Praze. V Česku se popularita melodie zvýšila po roce 2005, kdy byla do kin uvedena pohádka Anděl Páně, kterou opatřil hudbou skladatel Miloš Bok a Adeste fideles použil jako hlavní motiv. V témže roce uvedla zpěvačka Enya speciální vánoční edici svého alba Amarantine, na kterém byla i tato píseň.

## Různé verze textu
První sloka v originále, v doslovném překladu a v českých verzích.
| Latinský originál | Doslovný český překlad |
| --- | --- |
| Adeste fideles, laeti triumphantes, venite, venite in Betlehem. Natum videte Regem angelorum. Venite adoremus, venite adoremus, venite adoremus Dominum. | Buďte přítomni věřící, veselí, vítězní, Pojďte, pojďte do Betléma. Narozeného vizte krále andělů. Pojďte, klaňme se, pojďte, klaňme se. Pojďte, klaňme se Pánu. |

| Tradiční církevní český text „Pojďme a pokloňme se Pánu“ (gregoriánský chorál)                                                      | Český text Josefa Šlechty (1882–1937) „Ó křesťané všichni“ (vydaný v Evangelickém zpěvníku) | Český text E. Krečmara a Z. Borovce | Český text J. Suchého (Semafor) |
| --- | --- | --- | --- |
| Jdou zástupy věrných s jásotem a chválou, my též do Betléma pospíchejme. Vítejme Pána, Krále andělského, Ježíši zrozenému zpívejme. | Ó křesťané všichni v radostném plesání do Betléma nechať s písní pospíší! Hle, v jeslích leží andělský král Kristus. Ó pojďme, pokloňme se, ó pojďme, pokloňme se, ó pojďme, pokloňme se Ježíši! | Ó, vzhlížejme vzhůru k andělskému kůru, co troubí co zpívá své Gloria. Pán kázal jíti za hvězdou, co svítí. Tak spějme přes ty pláně tam ku nebeské bráně, kde bdí nad synkem Páně Maria. | Zpíváme, zpíváme a máme k tomu důvod: Vánoce v tomto čase vítáme zas! Andělů chóry a koledníků průvod nám zpívají své přání, ať láska bez ustání je všeobecně k mání v ten Vánoční čas. |

Další sloky v originále a v české verzi.
| Latinský originál | Tradiční církevní český text „Pojďme a pokloňme se Pánu“ (gregoriánský chorál) |
| --- | --- |
| 2. En grege relicto, humiles ad cunas vocati pastores approperant. Et nos ovanti gradu festinemus; venite adoremus Dominum. 3. Aeterni parentis splendorem aeternum, velatum sub carne videbimus; Deum infantem pannis involutum. Venite adoremus Dominum. 4. Pro nobis egenum et foeno cubantem, piis foveamus amplexibus. Sic nos amantem quis non redamaret? Venite adoremus Dominum. | 2. Od stád v kraji spících pastýři jsou zváni k jeslím, kde spí Dítě nám slíbené. Též s nimi spějme poklonit se Pánu, Ježíší zrozenému zpívejme. 3. Hle, sláva věčného Tvůrce všehomíra všem nám září v úsměvu Dítěte. Bůh mezi námi, v plenkách nemluvňátko, Ježíší zrozenému zpívejme. 4. Bůh s námi je spřízněn, lidský úděl sdílí, jej chválami vroucími vítejme. Láskou za lásku Pánu odpovíme, Ježíší zrozenému zpívejme. |